# Trilingue vom Letoon

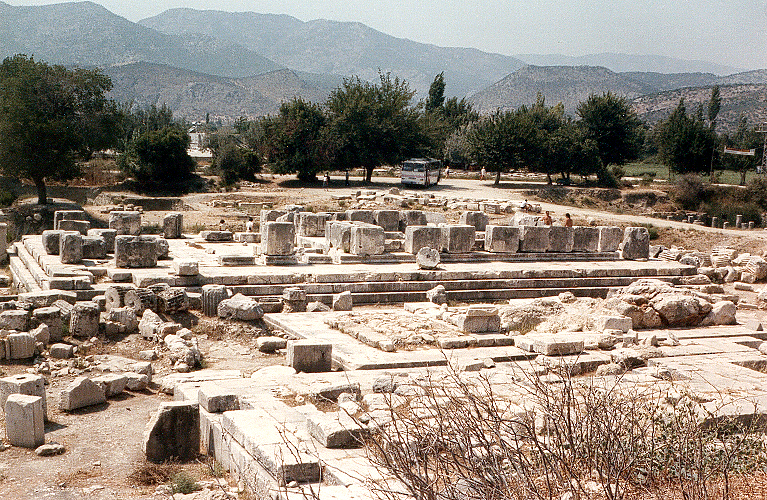
Der Tempelkomplex von Letôon

Die so genannte Trilingue vom Letoon (auch Trilingue von Xanthos) ist eine in aramäischer, griechischer und lykischer Sprache (Lykisch A) beschriftete Stele, die 1973 im Letoheiligtum bei Xanthos, dem antiken Hauptort Lykiens (Kleinasien), entdeckt wurde. Sie steht heute im Museum von Fethiye (Türkei).

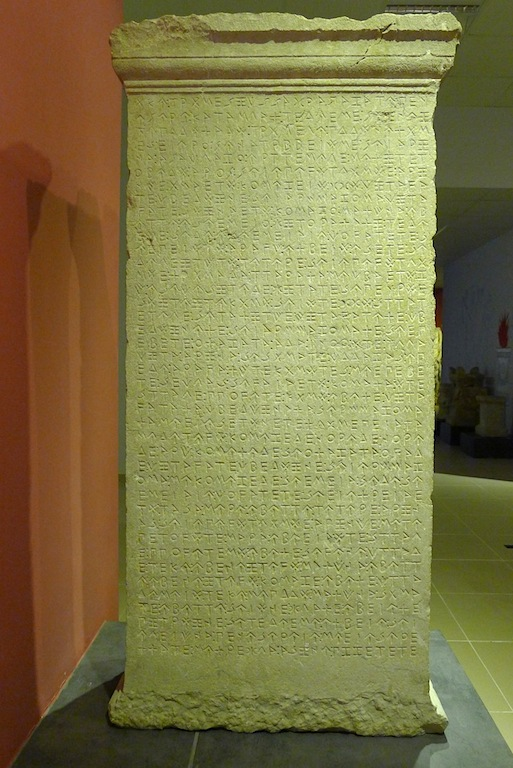
Letoon-Stele mit lykischer, …

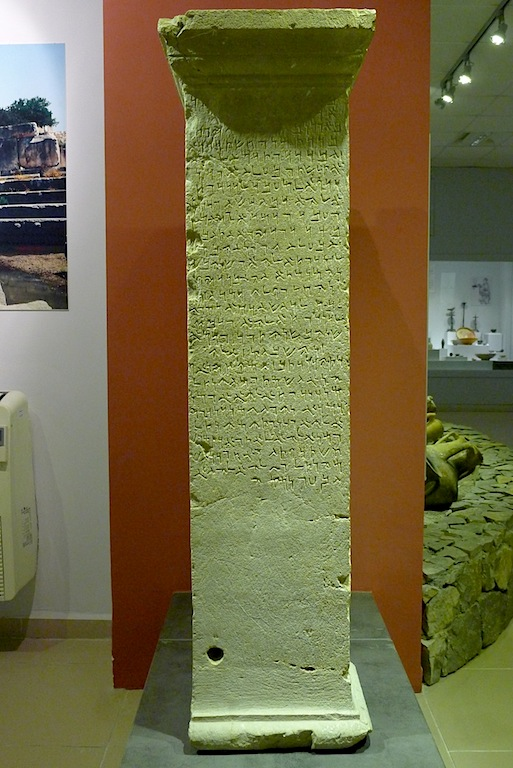
… aramäischer …

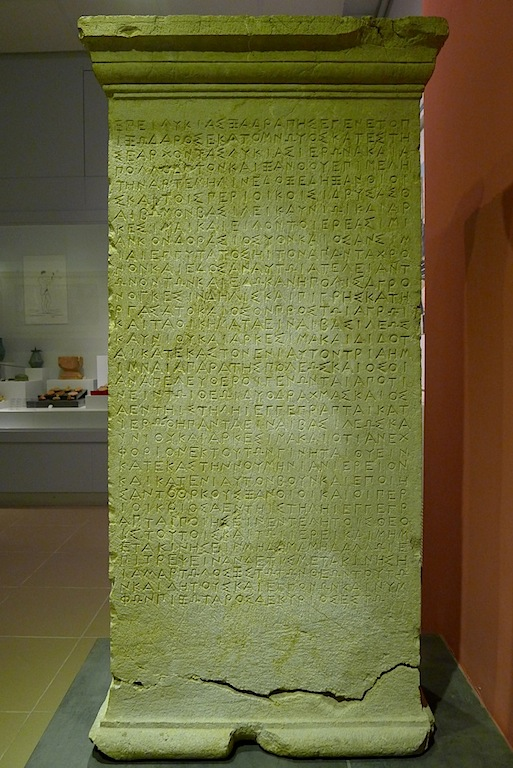
… und griechischer Inschrift

Die Stele ist ca. 135 cm hoch. Ihre Längsseiten (57,5 cm) sind lykisch und griechisch beschriftet, eine der Schmalseiten (30 cm) aramäisch. Die griechische und die lykische Fassung entsprechen einander weitgehend, die aramäische Fassung bietet jedoch eher einen Kurztext.
Die Inschrift behandelt einen Erlass des karischen Satrapen Pixodaros (so griech.; lyk. Pigesere). Dieser war der jüngste Sohn des 392/391 v. Chr. vom persischen Großkönig Artaxerxes II. als Satrap in Karien eingesetzten Hekatomnos (lyk. Hekatamla). Die Dynastie der Hekatomniden hatte sich in der Spätzeit des Achämenidenreiches eine halbautonome Stellung in Karien erarbeitet, blieb jedoch dem persischen König verbunden. Die aramäische Fassung beginnt dementsprechend mit einer Datierung auf den Monat Siwan (etwa Juni/Juli) im ersten Jahr des Königs Artaxerxes. Die Erstherausgeber bezogen dies auf Artaxerxes III. und datierten die Inschrift daher auf das Jahr 358 v. Chr. Zu jener Zeit war jedoch Mausolos II. Satrap von Karien, und für eine Unterbrechung seiner Herrschaft gibt es keine Anzeichen. In der neueren Forschung wird die Frühdatierung daher mehrheitlich zugunsten einer Spätdatierung aufgeben. Mit Artaxerxes wäre demnach Arses, der jüngste Sohn Artaxerxes III. gemeint, der unter dem Thronnamen Artaxerxes (IV.) die Herrschaft antrat. Die Inschrift wäre mithin auf Juni/Juli 337 v. Chr. zu datieren.
Nach einer einleitenden Bemerkung über die Einsetzung von „Beamten“ durch Pixodaros bildet ein Beschluss der Einwohner von Xanthos über die Einrichtung eines Kultes für den Basileus Kaunios und Arkesimas sowie dessen Unterhalt den Hauptinhalt der Inschrift. Abschließend werden Übertreter der getroffenen Regelung mit dem Fluch der genannten Götter sowie Letos und der Nymphen belegt.
Unklar ist, inwieweit die Einrichtung des Kultes mit politischen Veränderungen in Kleinasien zusammenhängt. Während u. a. Pierre Briant einen Zusammenhang bestreitet, ist nach Ansicht anderer Forscher die Einführung eines karischen Kultes in Lykien im ersten Jahr der Herrschaft des neuen persischen Großkönigs in zeitlichem oder gar kausalem Zusammenhang mit der Übernahme der Satrapenherrschaft des Pixodaros auch über Lykien zu verstehen. Im Zuge des Herrschaftswechsels im Achämenidenreich sei es so zu einer – ob nun gewollt oder nicht – faktischen Anerkennung des Machtzuwachses der Hekatomniden nach dem (früher so genannten) „Großen Satrapenaufstand“ gekommen. Ebenso umstritten in diesem Zusammenhang ist die Frage, inwieweit die Einführung des Kultes einzig auf Initiative der Xanthier geschah, ob es sich um eine Regelung in gegenseitigem Einvernehmen handelte, oder ob darin gar eine Machtdemonstration des Pixodaros zu sehen ist.
Schließlich spielte die Trilingue eine große Rolle als Musterbeispiel für die so genannte „persische Reichsautorisation“, d. h. die Anerkennung lokaler Normen durch Instanzen des Perserreiches. Diese These wurde vom Zürcher Althistoriker Peter Frei aufgestellt und hat im Bereich der alttestamentlichen Wissenschaft eine umfangreiche Diskussion erfahren. Hintergrund ist eine mögliche Parallele für die Einsetzung der Tora durch Esra als lokales Recht für die persische Provinz Jehud.